# Dub Be Good To Me
A Dub Be Good To Me című dal a brit Beats International debütáló kislemeze, mely 1990. január 29-én jelent meg. A dal 1. helyezett volt az Egyesült Királyság kislemezlistáján, valamint az Egyesült Államok Billboard Hot Dance Club listáján is. A dal a csapat debütáló Let Them Eat Bingo című albumán is szerepel.
A dalt eredetileg a The S.O.S Band Just Be Good To Me című dalának felhasználásával készítették, de szerepel benne Johnny Dyness Jam Hot című dalának samplerei, valamint a The Clash és Ennio Morricone nyugati témájú dalainak a The Griffin Of Brixton is szerepel.

## Információk
A dalt Norman Cook (Fatboy Slim) írta, melynek vokálját Lindy Layton énekli.
A dalban szintén közreműködik David John-Baptiste, (Dj Deejay) aki a dal elején hallható "Tank fly boss walk jam nitty gritty, you're listening to the big boy from the big bad city, this is jam hot" rap szöveget mondja. A dal Johnny Dynell 1983-as slágeréből a Jam Hot című dalból való.  A dal 1 helyezett volt az angol kislemezlistán 1990 márciusában. A dal 7. legjobban fogyó kislemez volt az Egyesült Királyságban. Az amerikai Billboard Hot 100-as listán 76. helyezett volt.
A kritikusok kedvezően fogadták a dalt. A house és reggae keveréke vonzóvá tette az egykori slágert, melyet a The S.O.S. Band vitt sikerre. Lindy Layton éneke igazán illik a dub-os stílushoz.
A dal The Smith & Mighty Remixe szerepelt a Pitchfork Media's 2010-es listáján.  A 90-es évek 21 Legnagyobb remixei között a 97.legjobb dala volt a 90-es években.

## Megjelenések
12"  Egyesült Királyság Go! Beat – GOD X 39
- A1	Dub Be Good To Me - 5:20

Featuring – Lindy Layton
Written By – Cook/Harris III/Lewis
Written-By – Harris III, Cook, Lewis
- A2	Just Be Good To Me (Acapella) - 2:50

Featuring – Lindy Layton
Written-By – Harris III, Lewis
- B1	Invasion Of The Freestyle: Discuss - 4:59

Featuring – RPM
Written By – Cook/Welsh/Pateman/Ralph
Written-By – Cook, Pateman, Ralph, Welsh
- B2	Invasion Of The Estate Agents - 5:01

Featuring – RPM
Written-By – Cook

## Feldolgozások
- 2002-ben a dalt Faithless és Dido is felvette NME & Warchild Presents 1 Love címen megjelenő válogatásalbumra.[8]
- Jack Peñate cover változata a dal alapjain Second, Minute or Hour[9] címmel jelent meg 2007 szeptemberében.
- Professor Green és Lily Allen saját változata Just Be Good To Green címmel jelent meg.[3]
- A brit The Ting Tings[10] saját változatát a BBC Radio 1 Live Lounge című műsorában adta elő.
- A brit MK1 duó a dalt a 9. szériánál tartó X-Faktor adásában adta elő.

## Slágerlisták
| Slágerlista (1990)                              | Legjobb helyezés |
| ----------------------------------------------- | ---------------- |
| Australian ARIA Singles Chart                   | 12               |
| Austrian Singles Chart                          | 2                |
| Dutch Top 40                                    | 2                |
| French SNEP Singles Chart                       | 19               |
| German Singles Chart                            | 4                |
| Ír slágerlista                                  | 4                |
| New Zealand RIANZ Singles Chart                 | 6                |
| Norwegian VG-lista Singles Chart                | 10               |
| Swedish Singles Chart                           | 10               |
| Swiss Singles Chart                             | 6                |
| Brit kislemezlista                              | 1                |
| US Billboard Hot 100                            | 76               |
| US Billboard Hot Dance Club Play                | 1                |
| US Billboard Hot Dance Music/Maxi-Singles Sales | 15               |
| US Billboard Hot R&B/Hip-Hop Songs              | 74               |

| Slágerlista(1990)             | Helyezés |
| ----------------------------- | -------- |
| Australian ARIA Singles Chart | 80       |
| Austrian Singles Chart        | 30       |
| Dutch Top 40                  | 19       |
| New Zealand (Record Music NZ) | 34       |
| UK Singles Chart              | 7        |